# متروکس
متروکس (انگلیسی: Matrox) شرکت سخت‌افزار کانادایی است، که در سال ۱۹۷۶ تأسیس شد.